# Film in 2021
Dit artikel gaat over films uitgebracht in het jaar 2021, filmfestivals en filmprijzen.

## Succesvolste films
De tien films uit 2021 die het meest opbrachten. 
| Rang | Titel                                     | Distributeur                 | Opbrengst wereldwijd |
| ---- | ----------------------------------------- | ---------------------------- | -------------------- |
| 1    | Spider-Man: No Way Home                   | Sony Pictures                | $ 1.921.847.111      |
| 2    | The Battle at Lake Changjin               | Huaxia Film Distribution     | $ 902.548.476        |
| 3    | Hi, Mom                                   | Lian Ray Pictures            | $ 822.009.764        |
| 4    | No Time to Die                            | Universal Pictures           | $ 774.153.007        |
| 5    | F9                                        | Universal Pictures           | $ 726.229.501        |
| 6    | Detective Chinatown 3                     | Wanda Pictures               | $ 686.257.563        |
| 7    | Venom: Let There Be Carnage               | Sony Pictures                | $ 506.863.592        |
| 8    | Godzilla vs. Kong                         | Warner Bros. Pictures / Toho | $ 470.067.014        |
| 9    | Shang-Chi and the Legend of the Ten Rings | Walt Disney Pictures         | $ 432.243.292        |
| 10   | Sing 2                                    | Universal Pictures           | $ 407.454.252        |

## Filmprijzen
| Datum        | Filmprijs                     | Editie       |
| ------------ | ----------------------------- | ------------ |
| 19 januari   | Prix Lumières                 | 26ste editie |
| 25 januari   | Guldbagge                     | 56ste editie |
| 6 februari   | Robert                        | 38ste editie |
| 15 februari  | Satellite Awards              | 25ste editie |
| 28 februari  | Golden Globe                  | 78ste editie |
| 6 maart      | Goya                          | 35ste editie |
| 7 maart      | Critics' Choice Award         | 26ste editie |
| 12 maart     | César                         | 46ste editie |
| 19 maart     | Japan Academy Prize           | 44ste editie |
| 25 maart     | Cóndor de Plata               | 68ste editie |
| 11 april     | British Academy Film Award    | 74ste editie |
| 22 april     | Film Independent Spirit Award | 36ste editie |
| 24 april     | Golden Raspberry Award        | 41ste editie |
| 25 april     | Nika                          | 33ste editie |
| 25 april     | Academy Award                 | 93ste editie |
| 8 mei        | Bodil                         | 74ste editie |
| 11 mei       | Premi David di Donatello      | 66ste editie |
| 17-20 mei    | Canadian Screen Award         | 9de editie   |
| 25 september | Ariel                         | 63ste editie |
| 1 oktober    | Deutscher Filmpreis           | 71ste editie |
| 25 oktober   | Premio Sur                    | 15de editie  |
| 26 oktober   | Saturn Award                  | 46ste editie |
| 11 december  | Europese filmprijzen          | 34ste editie |
| 28 december  | Cóndor de Plata               | 69ste editie |

## Filmfestivals
| Datum                      | Festival                                      | Editie       | Belangrijkste prijs |
| -------------------------- | --------------------------------------------- | ------------ | ------------------- |
| 16 - 24 januari            | Internationaal filmfestival van India         | 51ste editie | Gouden Pauw         |
| 28 januari - 3 februari    | Sundance Film Festival                        | 37ste editie | Grand Jury Prize    |
| 29 januari - 8 februari    | Internationaal filmfestival van Göteborg      | 44ste editie | Dragon Award        |
| 1 - 7 februari; 2 - 6 juni | International Film Festival Rotterdam         | 50ste editie | Tiger Award         |
| 1 - 5 maart                | Internationaal filmfestival van Berlijn       | 71ste editie | Gouden Beer         |
| 22 - 29 april              | Internationaal filmfestival van Moskou        | 43ste editie | Gouden Joris        |
| 11 - 20 juni               | Internationaal filmfestival van Shanghai      | 24ste editie | Gouden Jue          |
| 6 - 17 juli                | Filmfestival van Cannes                       | 74ste editie | Gouden Palm         |
| 4 - 14 augustus            | Internationaal filmfestival van Locarno       | 74ste editie | Gouden Luipaard     |
| 13 - 20 augustus           | Filmfestival van Sarajevo                     | 27ste editie | Hart van Sarajevo   |
| 20 - 28 augustus           | Internationaal filmfestival van Karlsbad      | 55ste editie | Kristallen Bol      |
| 1 - 11 september           | Filmfestival van Venetië                      | 78ste editie | Gouden Leeuw        |
| 2 - 6 september            | Filmfestival van Telluride                    | 48ste editie |                     |
| 9 - 18 september           | Internationaal filmfestival van Toronto       | 46ste editie |                     |
| 10 - 19 september          | Film by the Sea                               | 23ste editie |                     |
| 17 - 25 september          | Internationaal filmfestival van San Sebastián | 69ste editie | Gouden Schelp       |
| 24 september - 2 oktober   | Nederlands Film Festival                      | 41ste editie | Gouden Kalf         |
| 12 - 23 oktober            | Film Fest Gent                                | 48ste editie | Grand Prix          |
| 30 oktober - 8 november    | Internationaal filmfestival van Tokio         | 34ste editie | Tokyo Grand Prix    |
| 12 - 28 november           | Internationaal filmfestival van Tallinn       | 25ste editie | Gouden Wolf         |
| 18 - 28 november           | Internationaal filmfestival van Mar del Plata | 36ste editie | Gouden Ástor        |
| 20 - 28 november           | Internationaal filmfestival van India         | 52ste editie | Gouden Pauw         |
| 1 - 10 december            | Internationaal filmfestival van Caïro         | 43ste editie | Gouden Piramide     |

## Lijst van films
Films die in 2021 zijn uitgebracht en een lemma in de Nederlandstalige Wikipedia hebben:
| Verschijningsdatum | Titel                                                                   | Land                                                                        | Opmerking                                           |
| ------------------ | ----------------------------------------------------------------------- | --------------------------------------------------------------------------- | --------------------------------------------------- |
| 13 januari 2021    | The White Tiger                                                         | Verenigde Staten / India                                                    |                                                     |
| 14 januari 2021    | Locked Down                                                             | Verenigde Staten                                                            |                                                     |
| 14 januari 2021    | Music                                                                   | Verenigde Staten                                                            |                                                     |
| 15 januari 2021    | Outside the Wire                                                        | Verenigde Staten                                                            | Netflix                                             |
| 28 januari 2021    | CODA                                                                    | Verenigde Staten / Frankrijk / Canada                                       | Sundance Film Festival                              |
| 28 januari 2021    | Flugt                                                                   | Denemarken                                                                  | Sundance Film Festival                              |
| 29 januari 2021    | Bajocero                                                                | Spanje                                                                      | Netflix                                             |
| 29 januari 2021    | The Little Things                                                       | Verenigde Staten                                                            |                                                     |
| 29 januari 2021    | Malcolm & Marie                                                         | Verenigde Staten                                                            |                                                     |
| 1 februari 2021    | Judas and the Black Messiah                                             | Verenigde Staten                                                            | Sundance Film Festival                              |
| 5 februari 2021    | L'ultimo Paradiso                                                       | Italië                                                                      | Netflix                                             |
| 11 februari 2021   | Tom & Jerry                                                             | Verenigde Staten                                                            |                                                     |
| 12 februari 2021   | Breaking News in Yuba County                                            | Verenigde Staten                                                            |                                                     |
| 12 februari 2021   | The Mauritanian                                                         | Verenigde Staten                                                            |                                                     |
| 12 februari 2021   | Detective Chinatown 3                                                   | China                                                                       |                                                     |
| 12 februari 2021   | Fear of Rain                                                            | Verenigde Staten                                                            | Lionsgate                                           |
| 12 februari 2021   | Hi, Mom                                                                 | China                                                                       |                                                     |
| 12 februari 2021   | A Writer's Odyssey                                                      | China                                                                       |                                                     |
| 19 februari 2021   | Flora en de fantastische eekhoorn                                       | Verenigde Staten                                                            | Disney+                                             |
| 24 februari 2021   | Chaos Walking                                                           | Verenigde Staten                                                            |                                                     |
| 26 februari 2021   | Crisis                                                                  | Verenigde Staten / Canada / België                                          |                                                     |
| 26 februari 2021   | The United States vs. Billie Holiday                                    | Verenigde Staten                                                            | Hulu                                                |
| 26 februari 2021   | Cherry                                                                  | Verenigde Staten                                                            |                                                     |
| 1 maart 2021       | Tides                                                                   | Duitsland                                                                   | Filmfestival van Berlijn                            |
| 2 maart 2021       | Babardeală cu bucluc sau porno balamuc (Bad Luck Banging or Loony Porn) | Roemenië                                                                    | Filmfestival van Berlijn Winnaar Gouden Beer        |
| 3 maart 2021       | Moxie                                                                   | Verenigde Staten                                                            | Netflix                                             |
| 3 maart 2021       | Raya and the Last Dragon                                                | Verenigde Staten                                                            | Disney+                                             |
| 4 maart 2021       | Coming 2 America                                                        | Verenigde Staten                                                            | Prime Video                                         |
| 5 maart 2021       | Una película de policías                                                | Mexico                                                                      | Filmfestival van Berlijn                            |
| 18 maart 2021      | Zack Snyder's Justice League                                            | Verenigde Staten                                                            | HBO Max                                             |
| 24 maart 2021      | Godzilla vs. Kong                                                       | Verenigde Staten                                                            |                                                     |
| 25 maart 2021      | Peter Rabbit 2: The Runaway                                             | Australië / Canada / India / Verenigd Koninkrijk / Verenigde Staten         |                                                     |
| 26 maart 2021      | Nobody                                                                  | Verenigde Staten                                                            |                                                     |
| 26 maart 2021      | Senior Moment                                                           | Verenigde Staten                                                            |                                                     |
| 2 april 2021       | Just Say Yes                                                            | Nederland                                                                   |                                                     |
| 2 april 2021       | Sister                                                                  | China                                                                       |                                                     |
| 2 april 2021       | The Unholy                                                              | Verenigde Staten                                                            |                                                     |
| 8 april 2021       | Mortal Kombat                                                           | Verenigde Staten / Australië                                                |                                                     |
| 8 april 2021       | Voyagers                                                                | Verenigde Staten / Verenigd Koninkrijk / Tsjechië / Roemenië                |                                                     |
| 9 april 2021       | Thunder Force                                                           | Verenigde Staten                                                            | Netflix                                             |
| 22 april 2021      | Stowaway                                                                | Verenigde Staten / Duitsland                                                | Netflix                                             |
| 22 april 2021      | Wrath of Man                                                            | Verenigde Staten / Verenigd Koninkrijk                                      |                                                     |
| 23 april 2021      | The Mitchells vs. the Machines                                          | Verenigde Staten                                                            |                                                     |
| 30 april 2021      | Cliff Walkers                                                           | China                                                                       |                                                     |
| 5 mei 2021         | Those Who Wish Me Dead                                                  | Verenigde Staten                                                            |                                                     |
| 7 mei 2021         | Locked In                                                               | Verenigde Staten                                                            |                                                     |
| 12 mei 2021        | Spiral: From the Book of Saw                                            | Verenigde Staten                                                            |                                                     |
| 14 mei 2021        | The Woman in the Window                                                 | Verenigde Staten                                                            | Netflix                                             |
| 14 mei 2021        | Army of the Dead                                                        | Verenigde Staten                                                            |                                                     |
| 14 mei 2021        | Ferry                                                                   | Nederland / België                                                          | Netflix                                             |
| 18 mei 2021        | Cruella                                                                 | Verenigde Staten                                                            | Los Angeles                                         |
| 19 mei 2021        | F9                                                                      | Verenigde Staten                                                            |                                                     |
| 20 mei 2021        | Spirit Untamed                                                          | Verenigde Staten                                                            |                                                     |
| 21 mei 2021        | Love in a Bottle                                                        | Nederland                                                                   |                                                     |
| 26 mei 2021        | The Conjuring: The Devil Made Me Do It                                  | Verenigde Staten                                                            |                                                     |
| 27 mei 2021        | Awake                                                                   | Verenigde Staten                                                            |                                                     |
| 28 mei 2021        | American Traitor: The Trial of Axis Sally                               | Verenigde Staten                                                            |                                                     |
| 4 juni 2021        | In the Heights                                                          | Verenigde Staten                                                            | Los Angeles Latino International Film Festival      |
| 10 juni 2021       | Hitman's Wife's Bodyguard                                               | Verenigde Staten                                                            |                                                     |
| 13 juni 2021       | Luca                                                                    | Verenigde Staten                                                            | Genua                                               |
| 14 juni 2021       | Do Not Hesitate                                                         | Nederland                                                                   | Tribeca Film Festival                               |
| 16 juni 2021       | I mysi patrí do nebe (Ook muizen gaan naar de hemel)                    | Tsjechië / Frankrijk / Polen / Slowakije                                    | Festival international du film d'animation d'Annecy |
| 17 juni 2021       | Cosas imposibles                                                        | Mexico                                                                      |                                                     |
| 24 juni 2021       | Zwaar verliefd! 2                                                       | Nederland                                                                   |                                                     |
| 27 juni 2021       | De Kameleon aan de ketting                                              | Nederland                                                                   |                                                     |
| 29 juni 2021       | Black Widow                                                             | Verenigde Staten                                                            |                                                     |
| 1 juli 2021        | Escape Room: Tournament of Champions                                    | Verenigde Staten                                                            |                                                     |
| 1 juli 2021        | The Forever Purge                                                       | Verenigde Staten                                                            |                                                     |
| 2 juli 2021        | The Boss Baby: Family Business                                          | Verenigde Staten                                                            |                                                     |
| 7 juli 2021        | De nog grotere slijmfilm                                                | Nederland                                                                   |                                                     |
| 8 juli 2021        | Blood Red Sky                                                           | Duitsland                                                                   | Filmfestival van München                            |
| 8 juli 2021        | Herrie in Huize Gerri                                                   | Nederland                                                                   | Pathé Thuis                                         |
| 8 juli 2021        | Stillwater                                                              | Verenigde Staten                                                            | Filmfestival van Cannes                             |
| 9 juli 2021        | Benedetta                                                               | Frankrijk / Nederland                                                       | Filmfestival van Cannes                             |
| 9 juli 2021        | Chinese Doctors                                                         | China                                                                       |                                                     |
| 9 juli 2021        | La Civil                                                                | België / Roemenië / Mexico                                                  | Filmfestival van Cannes                             |
| 9 juli 2021        | Verdens verste menneske                                                 | Noorwegen / Denemarken / Frankrijk / Zweden                                 | Filmfestival van Cannes                             |
| 9 juli 2021        | Where Is Anne Frank                                                     | Nederland / België / Frankrijk / Israël / Luxemburg                         | Filmfestival van Cannes                             |
| 11 juli 2021       | Drive My Car                                                            | Japan                                                                       | Filmfestival van Cannes                             |
| 12 juli 2021       | The French Dispatch                                                     | Verenigde Staten / Duitsland                                                | Filmfestival van Cannes                             |
| 12 juli 2021       | Space Jam: A New Legacy                                                 | Verenigde Staten                                                            | Los Angeles                                         |
| 13 juli 2021       | Titane                                                                  | Frankrijk / België                                                          | Filmfestival van Cannes (Winnaar Gouden Palm)       |
| 14 juli 2021       | Gunpowder Milkshake                                                     | Verenigde Staten                                                            |                                                     |
| 14 juli 2021       | Red Rocket                                                              | Verenigde Staten                                                            | Filmfestival van Cannes                             |
| 15 juli 2021       | Noche de fuego                                                          | Mexico / Duitsland / Brazilië / Argentinië / Zwitserland / Verenigde Staten | Filmfestival van Cannes                             |
| 16 juli 2021       | Les Intranquilles                                                       | België / Frankrijk / Luxemburg                                              | Filmfestival van Cannes                             |
| 16 juli 2021       | Pig                                                                     | Verenigd Koninkrijk / Verenigde Staten                                      |                                                     |
| 19 juli 2021       | Old                                                                     | Verenigde Staten                                                            | New York                                            |
| 21 juli 2021       | OSS 117 : Alerte rouge en Afrique noire                                 | Frankrijk                                                                   | Filmfestival van Cannes                             |
| 22 juli 2021       | Snake Eyes: G.I. Joe Origins                                            | Verenigde Staten                                                            |                                                     |
| 22 juli 2021       | Meskina                                                                 | Nederland                                                                   |                                                     |
| 23 juli 2021       | Jolt                                                                    | Verenigde Staten                                                            | Prime Video                                         |
| 24 juli 2021       | Jungle Cruise                                                           | Verenigde Staten                                                            | Anaheim                                             |
| 27 juli 2021       | The Suicide Squad                                                       | Verenigde Staten                                                            | Londen                                              |
| 28 juli 2021       | Luizenmoeder                                                            | Nederland                                                                   |                                                     |
| 29 juli 2021       | Resort to Love                                                          | Verenigde Staten                                                            | Netflix                                             |
| 30 juli 2021       | I onde dager                                                            | Noorwegen                                                                   |                                                     |
| 30 juli 2021       | Vivo                                                                    | Verenigde Staten                                                            |                                                     |
| 3 augustus 2021    | Free Guy                                                                | Verenigde Staten / Canada / Japan                                           | New York                                            |
| 4 augustus 2021    | Aftermath                                                               | Verenigde Staten                                                            | Netflix                                             |
| 4 augustus 2021    | Beckett                                                                 | Brazilië / Griekenland / Italië                                             | Internationaal filmfestival van Locarno             |
| 6 augustus 2021    | Playing God                                                             | Verenigde Staten                                                            |                                                     |
| 8 augustus 2021    | PAW Patrol: The Movie                                                   | Canada                                                                      | Londen                                              |
| 11 augustus 2021   | Reminiscence                                                            | Verenigde Staten                                                            | Londen                                              |
| 12 augustus 2021   | Don't Breathe 2                                                         | Verenigde Staten                                                            |                                                     |
| 13 augustus 2021   | Respect                                                                 | Verenigde Staten                                                            |                                                     |
| 16 augustus 2021   | Shang-Chi and the Legend of the Ten Rings                               | Verenigde Staten / Australië                                                | Los Angeles                                         |
| 20 augustus 2021   | Demonic                                                                 | Verenigde Staten / Canada                                                   |                                                     |
| 20 augustus 2021   | Sweet Girl                                                              | Verenigde Staten                                                            | Netflix                                             |
| 23 augustus 2021   | Ghostbusters: Afterlife                                                 | Verenigde Staten                                                            | Las Vegas                                           |
| 30 augustus 2021   | Cinderella                                                              | Verenigde Staten / Verenigd Koninkrijk                                      | Los Angeles                                         |
| 1 september 2021   | Madres paralelas                                                        | Spanje                                                                      | Filmfestival van Venetië (Openingsfilm)             |
| 1 september 2021   | Malignant                                                               | Verenigde Staten                                                            |                                                     |
| 2 september 2021   | Belfast                                                                 | Verenigd Koninkrijk                                                         | Filmfestival van Telluride                          |
| 2 september 2021   | King Richard                                                            | Verenigde Staten                                                            | Filmfestival van Telluride                          |
| 2 september 2021   | The Lost Daughter                                                       | Verenigde Staten / Verenigd Koninkrijk / Griekenland / Israël               | Filmfestival van Venetië                            |
| 2 september 2021   | The Power of the Dog                                                    | Verenigd Koninkrijk / Australië / Verenigde Staten / Canada / Nieuw-Zeeland | Filmfestival van Venetië                            |
| 2 september 2021   | È stata la mano di Dio                                                  | Italië                                                                      | Filmfestival van Venetië                            |
| 3 september 2021   | Dune                                                                    | Verenigde Staten / Canada                                                   | Filmfestival van Venetië                            |
| 3 september 2021   | Spencer                                                                 | Verenigde Staten / Verenigd Koninkrijk / Duitsland / Chili                  | Filmfestival van Venetië                            |
| 4 september 2021   | Competencia oficial                                                     | Spanje / Argentinië                                                         | Filmfestival van Venetië                            |
| 4 september 2021   | Last Night in Soho                                                      | Verenigd Koninkrijk                                                         | Filmfestival van Venetië                            |
| 4 september 2021   | Madeleine Collins                                                       | Frankrijk / België / Zwitserland                                            | Filmfestival van Venetië                            |
| 4 september 2021   | Rookie                                                                  | België                                                                      |                                                     |
| 4 september 2021   | Sundown                                                                 | Mexico / Frankrijk / Zweden                                                 | Filmfestival van Venetië                            |
| 5 september 2021   | L'Événement                                                             | Frankrijk                                                                   | Filmfestival van Venetië (Winnaar Gouden Leeuw)     |
| 6 september 2021   | La caja                                                                 | Mexico / Verenigde Staten                                                   | Filmfestival van Venetië                            |
| 6 september 2021   | Mijn beste vriendin Anne Frank                                          | Nederland                                                                   | Amsterdam                                           |
| 6 september 2021   | 7 Prisioneiros                                                          | Brazilië                                                                    | Filmfestival van Venetië                            |
| 8 september 2021   | Barbaque                                                                | Frankrijk                                                                   | L'Étrange Festival                                  |
| 8 september 2021   | Halloween Kills                                                         | Verenigde Staten                                                            | Filmfestival van Venetië                            |
| 9 september 2021   | Dear Evan Hansen                                                        | Verenigde Staten                                                            | Internationaal filmfestival van Toronto             |
| 10 september 2021  | Adam & Eva                                                              | België                                                                      |                                                     |
| 10 september 2021  | Kate                                                                    | Verenigde Staten                                                            | Netflix                                             |
| 10 september 2021  | Prey                                                                    | Duitsland                                                                   | Netflix                                             |
| 10 september 2021  | The Last Duel                                                           | Verenigd Koninkrijk / Verenigde Staten                                      | Filmfestival van Venetië                            |
| 10 september 2021  | The Voyeurs                                                             | Verenigde Staten                                                            | Prime Video                                         |
| 11 september 2021  | The Guilty                                                              | Verenigde Staten                                                            | Internationaal filmfestival van Toronto             |
| 12 september 2021  | The Eyes of Tammy Faye                                                  | Verenigde Staten                                                            | Internationaal filmfestival van Toronto             |
| 12 september 2021  | Nobody Has to Know                                                      | België / Frankrijk / Verenigd Koninkrijk                                    | Internationaal filmfestival van Toronto             |
| 13 september 2021  | The Survivor                                                            | Verenigde Staten                                                            | Internationaal filmfestival van Toronto             |
| 14 september 2021  | Venom: Let There Be Carnage                                             | Verenigde Staten                                                            | Londen                                              |
| 16 september 2021  | All the World Is Sleeping                                               | Verenigde Staten                                                            | New York Latino Film Festival                       |
| 17 september 2021  | Cry Macho                                                               | Verenigde Staten                                                            |                                                     |
| 17 september 2021  | Red Sandra                                                              | België / Nederland                                                          | Film by the Sea                                     |
| 18 september 2021  | Maixabel                                                                | Spanje                                                                      | Filmfestival van San Sebastián                      |
| 20 september 2021  | Distancia de rescate                                                    | Peru / Verenigde Staten / Chili / Spanje                                    | Filmfestival van San Sebastián                      |
| 21 september 2021  | The Battle at Lake Changjin                                             | China                                                                       | Beijing International Film Festival                 |
| 21 september 2021  | El buen patrón                                                          | Spanje                                                                      | Filmfestival van San Sebastián                      |
| 22 september 2021  | The Many Saints of Newark                                               | Verenigde Staten                                                            | Tribeca Film Festival                               |
| 23 september 2021  | La abuela                                                               | Spanje                                                                      | Filmfestival van San Sebastián                      |
| 24 september 2021  | Mijn vader is een vliegtuig                                             | Nederland                                                                   | Nederlands Filmfestival (Openingsfilm)              |
| 25 september 2021  | Las leyes de la frontera                                                | Spanje                                                                      | Filmfestival van San Sebastián (Slotfilm)           |
| 27 september 2021  | De Sterfshow                                                            | Nederland                                                                   | Videoland                                           |
| 28 september 2021  | Dealer                                                                  | België                                                                      | Fantastic Fest Austin                               |
| 28 september 2021  | No Time to Die                                                          | Verenigd Koninkrijk / Verenigde Staten                                      | Londen                                              |
| 30 september 2021  | Nr. 10                                                                  | Nederland / België                                                          | Nederlands Filmfestival                             |
| 1 oktober 2021     | The Addams Family 2                                                     | Verenigde Staten / Canada                                                   |                                                     |
| 2 oktober 2021     | South of Heaven                                                         | Verenigde Staten                                                            | Beyond Fest                                         |
| 6 oktober 2021     | De Grote Sinterklaasfilm: Trammelant in Spanje                          | Nederland                                                                   |                                                     |
| 10 oktober 2021    | Traveling Light                                                         | Verenigde Staten                                                            | Beyond Fest                                         |
| 11 oktober 2021    | Liefde zonder grenzen                                                   | Nederland                                                                   |                                                     |
| 13 oktober 2021    | Antlers                                                                 | Verenigde Staten / Mexico / Canada                                          | Filmfestival van Sitges                             |
| 13 oktober 2021    | Captain Nova                                                            | Nederland                                                                   | Cinekid                                             |
| 14 oktober 2021    | ANNE+                                                                   | Nederland                                                                   |                                                     |
| 15 oktober 2021    | Cool Abdoul                                                             | België                                                                      | Film Fest Gent                                      |
| 15 oktober 2021    | The Curse of Turandot                                                   | China                                                                       |                                                     |
| 18 oktober 2021    | Eternals                                                                | Verenigde Staten                                                            | Los Angeles                                         |
| 27 oktober 2021    | Hypnotic                                                                | Verenigde Staten                                                            | Netflix                                             |
| 29 oktober 2021    | Army of Thieves                                                         | Verenigde Staten / Duitsland                                                | Netflix                                             |
| 1 november 2021    | Alles op tafel                                                          | Nederland                                                                   | Amsterdam                                           |
| 3 november 2021    | Red Notice                                                              | Verenigde Staten                                                            | Los Angeles                                         |
| 9 november 2021    | House of Gucci                                                          | Verenigde Staten                                                            | Londen                                              |
| 10 november 2021   | Tick, Tick... Boom!                                                     | Verenigde Staten                                                            | AFI Fest                                            |
| 14 november 2021   | Sing 2                                                                  | Verenigde Staten                                                            | AFI Fest                                            |
| 19 november 2021   | Resident Evil: Welcome to Raccoon City                                  | Verenigde Staten / Duitsland / Canada / Verenigd Koninkrijk                 | Parijs                                              |
| 24 november 2021   | The Unforgivable                                                        | Verenigde Staten / Verenigd Koninkrijk / Duitsland                          |                                                     |
| 26 november 2021   | Licorice Pizza                                                          | Verenigde Staten / Canada                                                   |                                                     |
| 26 november 2021   | W817: 8eraf!                                                            | België                                                                      |                                                     |
| 3 december 2021    | Back to the Outback                                                     | Verenigde Staten / Australië                                                |                                                     |
| 5 december 2021    | Don't Look Up                                                           | Verenigde Staten                                                            | New York                                            |
| 7 december 2021    | De Familie Claus 2                                                      | België / Nederland                                                          | Netflix                                             |
| 10 december 2021   | Being the Ricardos                                                      | Verenigde Staten                                                            |                                                     |
| 10 december 2021   | The Matrix Resurrections                                                | Verenigde Staten                                                            |                                                     |
| 10 december 2021   | Mocro Maffia: Meltem                                                    | Nederland                                                                   | Videoland                                           |
| 13 december 2021   | Spider-Man: No Way Home                                                 | Verenigde Staten                                                            | Los Angeles                                         |
| 17 december 2021   | Mother/Android                                                          | Verenigde Staten                                                            | Hulu                                                |
| 21 december 2021   | Qu'est-ce qu'on a tous fait au Bon Dieu?                                | Frankrijk                                                                   | Cherbourg-en-Cotentin                               |
| 22 december 2021   | The King's Man                                                          | Verenigd Koninkrijk / Verenigde Staten                                      |                                                     |
| 29 december 2021   | La Montagne aux mille regards                                           | Frankrijk                                                                   |                                                     |
| 30 december 2021   | Hilda and the Mountain King                                             | Verenigde Staten / Verenigd Koninkrijk / Canada                             | Netflix                                             |

1870-1879 · 1880-1889 · 1890 · 1891 · 1892 · 1893 · 1894 · 1895 · 1896 · 1897 · 1898 · 1899 · 1900 · 1901 · 1902 · 1903 · 1904 · 1905 · 1906 · 1907 · 1908 · 1909 · 1910 · 1911 · 1912 · 1913 · 1914 · 1915 · 1916 · 1917 · 1918 · 1919 · 1920 · 1921 · 1922 · 1923 · 1924 · 1925 · 1926 · 1927 · 1928 · 1929 · 1930 · 1931 · 1932 · 1933 · 1934 · 1935 · 1936 · 1937 · 1938 · 1939 · 1940 · 1941 · 1942 · 1943 · 1944 · 1945 · 1946 · 1947 · 1948 · 1949 · 1950 · 1951 · 1952 · 1953 · 1954 · 1955 · 1956 · 1957 · 1958 · 1959 · 1960 · 1961 · 1962 · 1963 · 1964 · 1965 · 1966 · 1967 · 1968 · 1969 · 1970 · 1971 · 1972 · 1973 · 1974 · 1975 · 1976 · 1977 · 1978 · 1979 · 1980 · 1981 · 1982 · 1983 · 1984 · 1985 · 1986 · 1987 · 1988 · 1989 · 1990 · 1991 · 1992 · 1993 · 1994 · 1995 · 1996 · 1997 · 1998 · 1999 · 2000 · 2001 · 2002 · 2003 · 2004 · 2005 · 2006 · 2007 · 2008 · 2009 · 2010 · 2011 · 2012 · 2013 · 2014 · 2015 · 2016 · 2017 · 2018 · 2019 · 2020 · 2021 · 2022 · 2023 · 2024 · 2025